# Péter, a kőszikla
A Péter, a kőszikla (eredeti címe: San Pietro) 2005-ben bemutatott kétrészes olasz televíziós  történelmi film Giulio Base rendezésében.

## Történet
|  | Alább a cselekmény részletei következnek! |

Szent Péternek, Jézus tanítványának fordulatokban bővelkedő életét mutatja be a film. A különleges történet Jézus halálától kezdődően mutatja be Péter apostol életét, a kereszténység történelmének legizgalmasabb időszakát: az első keresztények küzdelmeit, a keresztényüldözéseket és a krisztusi tanítások elterjedését. A film elején Péter teljesen megsemmisülve áll Krisztus keresztje alatt. Nem érti, hogyan történhetett ez, nem érzi magában az erőt, hogy teljesítse a Krisztus által rábízott feladatot és összefogja, vezesse a tanítványokat és követőiket. Ráadásul mardossa a bűntudat is, amiért háromszor megtagadta mesterét. Három nappal később érkezik a hír a csodás feltámadásról, és még aznap találkozik is Jézussal, a koldussal. Ez megerősíti hitében és kötelességében: teljesítenie kell a Mester által rá rótt feladatot. A történet Rómában zárul, ahol Péter az üldöztetések és Néró császár vérengzései közepette szervezi és összefogja az első keresztény közösségeket.
|  | Itt a vége a cselekmény részletezésének! |

## Szereplők
| Szerep    | Színész              | Magyar hang          |
| --------- | -------------------- | -------------------- |
| Péter     | Omar Sharif          | Reviczky Gábor       |
| Pál       | Daniele Pecci        | László Zsolt         |
| Claudius  | Ettore Bassi         | Crespo Rodrigo       |
| Persius   | Ennio Coltorti       | Mihályi Győző        |
| Silvia    | Bianca Guaccero      | Roatis Andrea        |
| Dávid     | Flavio Insinna       | Sztarenki Pál        |
| János     | Fabrizio Bucci       | Takátsy Péter        |
| Máté      |                      | Csík Csaba Krisztián |
| Lino      | Fabio Camilli        | Kapácsy Miklós       |
| András    | Manrico Gammarota    | Bácskai János        |
| Anna      | Claudia Koll         | Major Melinda        |
| Márk      | Marco Leonardi       | Bor László           |
| Jakab     |                      | Juhász György        |
| Jézus     | Johannes Brandrup    | Széles Tamás         |
| Fulvia    | Sydne Rome           | Bókai Mária          |
| Bertalan  |                      | Imre István          |
| Fülöp     | Lakshantha Abenayake | Kossuth Gábor        |
| Magdolna  | Milena Miconi        | Zsigmond Tamara      |
| Tamás     |                      | Láng Balázs          |
| Eleazár   |                      | Bartók László        |
| István    | Marco Vivio          | Előd Botond          |
| Ananiás   | Michele Melega       | Galbenisz Tomasz     |
| Gammáel   | Philippe Leroy       | Kristóf Tibor        |
| Mária     | Lina Sastri          | Andresz Kati         |
| Emmaus    |                      | Péter Richárd        |
| Cornelius |                      | Kajtár Róbert        |
| Lucius    |                      | Görbe Attila         |
| Kajafás   |                      | Szalay Imre          |